# Множествен оргазъм
Множественият оргазъм наричан още „мултиоргазъм“, се отнася за жените и е следствие произтичащо след получаването на първия оргазъм по време на сексуална стимулация. Мултиоргазмът представлява явление, при което жена (или момиче) достига два или повече последователни, непосредствено един след друг оргазма, без пауза между тях.

## Особености
За разлика от мъжкия оргазъм, който е по-краткотраен и след преминаването му мъжа в повечето случаи се нуждае от време и известен покой за да достигне втори, женският е по-различен с това, че трае по-дълго време и може веднага да бъде последван от втори, трети и тн.т. своевременно след получаването на първия. Именно получаването на няколко последователни оргазма при жената е наречено „множествен оргазъм“. Той може да се състои от повече от един последователни оргазма, като максималния брой получени такива у жената може да достигне до над 15. Броя на получените последователни оргазми зависи от времето на сексуално стимулиране. Респективно – колкото по-дълго е то, толкова повече ще бъдат и получените оргазми, обуславящи мултиоргазма. Обикновено получаването на първия оргазъм, впоследствие на който остава голяма доза възбуда у жената, е предпоставка за бързото получаване на втори, трети и т.н. Затова множественият оргазъм може да бъде постигнат непосредствено при повечето жени, като за целта е нужно да бъде продължен сексуалния акт (или стимулация) още, своевременно след получаването на първия оргазъм.

## Други факти
От своя страна множествения оргазъм обуславя физическата способност на жените (и момичетата), да имат възможност за сексуален акт (или друга сексуална стимулация) с времетраене в пъти по-дълго от мъжете, чиито сексуални способности обикновено са ограничени от получаването на оргазъм, при който еякулират, което от своя страна е последвано от загуба на ерекцията и неспособност за продължаване на сексуалния акт (или стимулация). При жените не се наблюдава подобно физиологично ограничение, пряко влияещо върху продължителността на сексуалния акт. Затова ако приемем, че при повечето мъже средното времетраене на сексуалния акт (или стимулация) би могъл да трае средно около половин час, то при жените същото би могло на практика да продължи и часове, от гледна точка на това, че при тях физически не е налице сексуалното ограничение както при мъжете. Именно заради тази природна особеност на жената, повечето жени изразяват желанието си да имат партньори, които са способни на сравнително по-дълъг сексуален акт. Това желание обикновено е подтикнато от факта, че при по-дълъг сексуален акт е налице и възможността за получаване на повече на брой оргазми, което като цяло би означавало по-интензивен множествен оргазъм, респективно – по-голяма сексуална наслада и удовлетвореност.
Обикновено при някои жени, множествения оргазъм е още фактор, който на практика им дава физическа възможност (и желание) за последователен секс с повече от един партньор. От там идва и твърдението, че обикновено една жена има възможност да прави секс последователно с двама или повече мъже, за разлика от физическите способности на мъжа, при който рядко се наблюдава способност за провеждане на сексуален акт с повече от една жена последователно. Затова обикновено жените имат природната особеност, да могат да провеждат сексуален акт и с няколко партньора подред в продължение на няколко или повече часа, до реалното утихване на множествения им оргазъм. Някои жени (и момичета) често (или по-рядко) прибягват до този вид секс, водени от желанието си за пълно и оптимално удовлетворяване на сексуалните си нужди. При същите, се забелязва недостатъчна удовлетвореност от времето при сексуалния акт с един партньор.

## Физически и психически особености и фактори при мултиоргазма
Способността за мултиоргазъм както и интензитета му са пряко зависими от няколко фактора, като най-значимите от тях са психическото състояние на жената, нейната възраст и способностите на партньора.

### Психическа зависимост
При жени, които са психически обременени от проблеми, стрес, неприятности или др. фактори с негативно влияние върху психиката, постигането на мултиоргазъм е трудно или невъзможно. Затова освободеното и ненапрегнато съзнание у жената са добра предпоставка за получаването на такъв.

### Възрастов фактор
Способността за множествен оргазъм, както и интензитета му обикновено намаляват с напредването на възрастта у жената. Затова обикновено най-голяма възможност за постигането на такъв има при по-младите жени и при момичетата в пубертетска възраст, в чиято възраст хормоните играят голяма роля и за по-честите сексуални нужди. Обикновено колкото по-младо е едно момиче, толкова по-малко е и времето за сексуална стимулация до получаването на оргазъм при нея. Същото е и предпоставка за бързото получаване и на втория последващ оргазъм, както и на всеки следващ след него. Наблюдава се, че при момичетата в пубертетска възраст (особено в периода от 13 до 16 г.), вследствие на лесното и често получаване на оргазми по време на евентуално сексуално стимулиране и непрекъснато продължително удоволствие от това, при някои момичета е налице и физическата възможност и желание сексуалния акт да продължи по-дълго от колкото при жените в зряла възраст. Така на практика момиче в тази възраст, във фаза на мултиоргазъм (поредица от оргазми) би могло да има реалното желание и възможност за секс (или друга сексуална стимулация) в продължение на няколко часа. Докато обикновено при жени на възраст след 40 г. мултиоргазма може да се характеризира с получаването на от 2 до 4 оргазма максимум, като следствие на това е и по-краткото време за сексуалния акт (или стимулиране).

### способности на партньора
Сексуалните възможности на партньора са най-значимия фактор за възможността и интензитета на мултиоргазма. При мъже, при които следните фактори са на лице, имат по-голяма възможност (и способности) да докарат партньорката си до фаза на мулти оргазъм:
- възможност за практикуване на по-продължителен секс
- анатомични особености като по-дълъг и/или по-удебелен пенис
- по-активни и по-разнообразни сексуални действия и подходи спрямо жената
- по-енергични, буйни или силни (осезаеми) прониквания и действия

За по-бързото и по-интензивно достигане на множествен оргазъм играят роля и редица действия и похвати по време на сексуалния акт на партньорите, които биха допринесли за това. Сред тях са: допълнителна стимулация на клитора заедно с проникването, редуване на анален и вагинален секс по време на акта, стимулиране на зърната и гърдите на жената, допълнителен орален секс по време на акта и други разнообразни допълнителни сексуално-стимулативни действия.

## Следствия и произтичащи реакции спрямо множествения оргазъм
По време на множествен оргазъм жената изпитва постоянна сексуална еуфория и наслада, поради получаването на оргазъм след оргазъм. Неспирното действие на всеки следващ такъв влияе като така наречен „опияняващ“ фактор за жената, при което тя често е способна на загуба на самоконтрол, загуба на задръжки, на морал и дори на трезвен разсъдък. Във фаза на множествен оргазъм обикновено жената може да стане и неконтролируема, да получава отделни или цялостни мускулни спазми по тялото, да стене на глас както и да крещи под влиянието на еуфорията, както и да е способна на разнообразни други различни перверзни действия и актове. По време на това силно влияние, обикновено при много жени се наблюдава и женска еякулация, още наречена „скуирт“, или женско изпразване, което е следствие на силната и интензивна възбуда получавана при мултиоргазма.
Докато са във фазата на множествения си оргазъм, повечето жени (и момичета) обикновено приканват партньорите си да не спират сексуалния акт в този момент, което често е съпроводено от страна на жената и от подкана за по-интензивно, по-силно и дори по-грубо действие от страна на мъжа. Също така заради подканите от страна на жената по време на нейния мултиоргазъм и нежеланието партньора и да намалява темпото и да спира в това време, често се случва същия да не може да въздържи еякулацията си и да извърши семеизпразване във вътрешността на влагалището на партньорката си. Затова е нужно, за да се избегне нежелана бременност, сексуалния акт да бъде извършван от партньорите при наличието на предпазни средства като презервативи, противозачатъчни медикаменти и други средства за нежелана бременност. Често чувството у жената на сексуално удоволствие е толкова засилено по време на мултиоргазма, че повечето жени (и момичета) продължават сексуалния акт дори ако партньора им е вече еякулирал преждевременно в тях, въпреки възможността за нежелана бременност. Което е показател за загубата на самоконтрол, силното сексуално удоволствие и еуфория, по време на множествения оргазъм при жената.